# ゲレン大嶋
ゲレン大嶋（ゲレン おおしま、1966年3月23日 - ）は、日本の三線奏者、作曲家、ラジオパーソナリティ。

## 人物・来歴等
東京都出身。ロック少年だったが、小学生の時に喜納昌吉&チャンプルーズ「ハイサイおじさん」に衝撃を受けた。それがずっとどこかに引っかかっていて、のちに自分の音楽を表現しようとした時に沖縄音楽が頭をもたげてきたという。
沖縄音楽や三線は独学。それゆえに「あなたの三線は沖縄の三線ではない」と言われることもあったが、ある琉球古典音楽の師範に「あなたはもう誰にも習うな。既にあなたの道がある」と勇気づけられたという。
三線の魅力について「手数は少ないけれど、一音一音がその場の空気を変えるような力を持っている」と語る。
「ゲレン」は沖縄の言葉で「大馬鹿者」の意。デビュー前の彼の演奏を聴いた沖縄の版画家・名嘉睦稔に「こんなゲレンは初めて見た。君は今日から『ゲレン大嶋』と名乗りなさい」と言われたのに従った。
1999年、TINGARAの三線奏者としてデビュー。2001年、ビクターエンタテインメントよりメジャー・デビュー。同年、映画「地球交響曲第四番」の音楽を担当。2004年、NHKとACの環境キャンペーンの音楽を担当。同年、映画「地球交響曲第五番」の音楽を担当。2005年までに、メンバーとして6枚のアルバムをリリース。
2006年、山内雄喜らとチュラマナを結成。2007年、ハワイ・オアフ島カピオラニで開催された「第25回沖縄フェスティバル」に出演。2007年までに、メンバー、プロデューサーとして2枚のアルバムをリリース。
2008年、島グニーズを結成。これまでに2枚のアルバムをリリース。
2010年、長年の友人である梶原順とcoco←musikaを結成。三線と作曲を担当する。
2021年、笹子重治・宮良牧子とジュスを結成。2022年7月に最初のアルバムをリリース。

## 活動
三線奏者・作曲家として沖縄音楽をベースに、ブラジル音楽、ポップス、ジャズ、ロック、クラシックなど、幅広いジャンルのエッセンスを融合させた独自の音楽を送り出す。FM Salusのパーソナリティやインターネットラジオ局OTTAVAのプレゼンター（DJ）を務める。

## ディスコグラフィ
正式メンバーとしてのアルバムのみを列挙する。

### TINGARA
- 『天河原』(1999年、ワンネスミュージック)
- 『さきよだ』(2001年、ビクターエンタテインメント)
- 『太陽の花』(2002年、ビクターエンタテインメント)
- 『みるやかなや』(2003年、ビクターエンタテインメント)
- 『うなさか』(2004年、ビクターエンタテインメント)
- 『TINGARA BEST』(2005年、ビクターエンタテインメント)

### チュラマナ
- 『ふたつの楽園』(2006年、ビクターエンタテインメント)
- 『楽園の虹』(2007年、ビクターエンタテインメント)

### 島グニーズ
- 『ナビィ・ロード』(2009年、ザ・レーベル)
- 『島ヤカラー』(2010年、ザ・レーベル)

### coco←musika
- 『coco←musika』(2011年、coco←musika records[12])
- 『coco←musika II』(2014年、coco←musika records)
- 『La Musique Classique française』(2014年、coco←musika records) - クラシックをカバーしたミニアルバム
- 『coco←musika III』(2015年10月、coco←musika records)
- 『coco←musika IV』(2021年3月、coco←musika records)
- DVD『coco←musika Live』(2021年6月、coco←musika records)

### ジュス
- 『サガリバナ～島をくちずさむ Vol.1～』(2022年7月、JUSU records[13])

## プロデュース
- メイン・プロデューサーとしてリリースしたアルバムのみを列挙する[14]。
  - 平安隆『悠』[15][16][17](2016年10月、coco←musika records)
- Salon de Bonheur “tukurite Off-stage Live”
  - 第1回:2019年12月15日・ツクリテライフスタイルサロン表参道
    - 企画・コーディネイト・ホスト:ゲレン大嶋
    - 出演:マルセロ木村(ギタリスト/作曲家/シンガー)[18][19][20][21]

## ライブ
「ゲレン大嶋」名義のもののみを挙げる。
- エコライフ・フェア2015(2015年6月6日、代々木公園)[22][23]
- NIKOTAMA SONIC 2016(2016年8月20日、イッツコムスタジオ&ホール)[24][25]
- Chura PARAISO Vol.1(2017年6月10日、代官山「晴れたら空に豆まいて」)
  - 平安隆・宮良牧子のサポートとして出演[26][27]
- YOKOHAMAチャンプルー(2017年7月20日、横浜「THUMBS UP」)
  - 平安隆のサポートとして出演[28][29]
- puis/それから(2017年7月27日、横浜エアジン)
  - shezooらのユニット「puis」と共演[30][31][32][33]
- 梶原順 Trio + ゲレン大嶋 ライヴ@三島アフタービート(2018年1月13日、三島「afterBeat」) 
  - 梶原・川内啓史（Ba）・小笠原拓海（Dr）と共演[34]
- Haisai Aroha Live(2018年3月18日、南林間「Hideaway」)
  - ケニー井上とキャシーのユニット「井上オハナ」と共演[35]
- Aloha for PUNA from Japan (2018年6月14日　横浜「THUMBS UP」)
  - ケニー井上が主催する、ハワイ島へのチャリティー・ライヴに参加[36][37][38][39]
- 七つの月 shezoo -6days with 7Divas-(2019年3月24日、横浜エアジン)
  - 松本泰子（vo）+ ユニット「puis」:shezoo（pf）,多治見智高（vl）,かみむら泰一（sax）,ユカポン（perc）と共演。「雨のち晴れ」を松本とデュエット[40][41][42][43][44][45][46]。
- 七つの月 shezoo -7days with 7Divas-(2020年4月9日開催延期、横浜エアジン)
  - 松本泰子（vo）+ ゲレン大嶋（三線） + 「puis」:shezoo（pf）,多治見智高（vl）,かみむら泰一（sax）,ユカポン（perc）[47][48][49]。
- アンビエント・アイランド・ミュージック (2021年6月12日、中目黒カフェ FJ's)- 宮良牧子（vo）、 ゲレン大嶋（三線）、Falcon（Gt）によるトリオ初のデビューライブ。オリジナルと民謡のアレンジを織り交ぜながら3人で描くアンビエント・アイランド・ミュージックを披露[50][51]
- 天王洲キャナルフェス2020夏 ～change the future island TENNOZ～(2020年8月29日、東京都品川区天王洲アイル第三水辺広場一帯で開催する地域交流イベント)の"生配信ライブ"に参加。後半第二部のトリを務めた。演目は、coco←musikaの楽曲から３曲を、用意したカラオケで合奏した。[52][53][54][55][56]
- 七つの月2021 shezoo 『鏡の中の月』  -DAY1 (2021年9月18日、横浜エアジン)
  - shezoo（pf）+松本泰子（vo）+太田恵資（vln/vo）と共演。
  - 後半の部では、新曲オリジナル『晩夏』を披露しボーカルとして歌った[57][58]。
- 七つの月 DAY6(2022年9月24日、横浜エアジン)
  - shezoo（pf）+松本泰子（vo）+太田恵資（vln/vo）と共演[59]。
- ジュス・ライヴ
  - (2022年12月18日、奥神楽坂・CanColor cafe)
  - (2023年2月2日、高円寺・抱瓶)
  - (2023年5月27日、石垣市民ホール中ホール)[60]
  - (2023年6月4日、大船・花いちぜん)[61]
- ジュス・ライヴツアー(4月21日 - 23日、大阪、京都、名古屋)
- OKINAWA FES.2023(2023年5月14日) - ジュスとして出演
- ジュス&澤井毎里子（琉球横笛吹き語り）&島山信和（ギター）・ライヴ(2023年8月1日、中目黒・楽屋)[62]
- shezoo presents  七つの月2023 第二夜「破れた月から聞こえる小さな声」(2023年9月9日、横浜エアジン)
  - shezoo（pf）+松本泰子（vo）+太田恵資（vln/vo）[63]
- coco←musikaとジュスのジョイント・ライヴ(2023年10月9日、中目黒・楽屋)[64]

## 担当番組
- Salus Slow Island
  - (横浜コミュニティ放送、2003年10月 - 2022年11月28日)[65][66][67]
  - (エフエムしながわ、2019年6月 - 2022年11月28日)[68][69]
- チュラマナ Spirit of the Islands 楽園ラウンジ(横浜エフエム放送、2006年 - 2007年)
- コンテンポラリー・クラシック・ステーションOTTAVA - プレゼンター
  - OTTAVA animato[70](TBSラジオ、 2007年4月 - 2014年6月)
  - The World of OTTAVA[71](OTTAVA、2014年7月 - )
  - OTTAVA Salone(OTTAVA、2014年10月 - 2016年1月・2020年10月 - 2021年1月) - 水曜日(2014年10月 - 2016年1月)、火曜日(2020年10月 - 2021年1月)
  - Classic High![72](OTTAVA、2015年2月 - )
  - OTTAVA Mall[73](OTTAVA、2015年6月 - )
  - OTTAVA Aria[74](OTTAVA、2016年1月 - 2018年4月)
  - OTTAVA for You[75](OTTAVA、2016年10月 - )
  - OTTAVA Aria from TENNOZ TMMT Studio[76](OTTAVA、2018年4月 - 2020年9月) - 火 - 土曜日(2018年4月 - 2020年3月31日)、土・日曜日(2020年4月4日 - 2020年9月27日)
  - OTTAVA Andante(OTTAVA、2020年10月 - ) - 水曜日(2020年10月 - 2023年9月)、火曜日・水曜日(2023年10月- )

## インターネット配信
- 『江戸川橋ギター倶楽部』(2023年5月 - ) - 『LOGISTEED Presents OTTAVA Accademia』の無料ウェビナー。月1回、さまざまなギタリストを招いて話を聞く[77]

## その他
OTTAVAのプレゼンターとなったのは、TBSラジオのプロデューサー(当時)三村孝成と元々知り合いで、誘われたのがきっかけ。クラシック音楽に関する知識は豊かではなかったが、父親が自宅でコレクションしているレコードを聴いていた経験が役に立った。「番組でクラシック音楽を4時間浴び続ける経験は自分の音楽に影響しているはず」「coco←musikaでインストをやるという発想がすっと出てきたのも、クラシックの名曲の群れと接していたから」と発言している。
『La Musique Classique française』を作るきっかけとなったラヴェル『ピアノ協奏曲ト長調』のカバーは、OTTAVAの休止を前にして「リスナーへの感謝を込めて」「番組でリスナーと分かち合えたら」と録音された。この曲について、「他人の曲を弾いてこんなにハイになれるのかと驚いた。ラヴェルの凄さに気づかされた」「いわゆるコード感とは全然違うハーモニー、3音くらいで絶妙なハーモニーが構築されている」「音を途切れさせていることとそこの上に乗ってくるメロディーのバランス、対比みたいなものが計算されている」 と語っている。
2014年6月30日の『OTTAVA animato』最終回で、「(『animato』での)最初で最後の生弾き語り」 と、喜納昌吉の「東崎」を歌った。
ギターも弾く。「ギタリストではない」「人前ではとても弾けない」というが、「曲を作る時には、浮かんだメロディを補完する意味でギターを持ってコードをつけていってリズムをつけていって、というふうに作る」 とのこと。『OTTAVA Salone』『OTTAVA Aria』では「一番町ギター倶楽部」というコーナーを設け、クラシックギターの名曲を流し、リスナーが投稿したギター演奏の音源を紹介している。また、彼がプロデュースした平安隆のアルバム『悠』では、三線のほかギターも演奏した。平安のライヴにサポート出演する際も、ギターを演奏している。
2017年8月19日の「平安隆〜キャリア50年 ＆ ニュー・アルバム『悠』リリース記念ライヴ Vol.2〜 supported by coco←musika」では、アンコール曲「唐船ドーイ」で、人生初のジャンベを本番で初めて叩くという、パーカッションデビューを飾った。
『OTTAVA Selection vol.1 午後のギター〜Guitar Music in the Afternoon』(OTTAVAとナクソスの共同企画によるコンピレーション・アルバム、2014年10月)で、選曲・ライナーノーツを担当した。また、2017年8月5日から9月29日まで、『OTTAVA Selection vol.8 一番町ギター倶楽部 ラテン・アメリカ編～Ichiban-cho Guitar Club -Guitar Music of Latin Amereica-』制作のためのクラウドファンディングの募集が行われた。CDが制作可能な60万円を9月26日に達成。最終的には、のべ372人から71万9323円が寄せられ、同年12月にリリースされた。
「Ame nochi Hare(雨のち晴れ)」(『coco←musika II』に収録。ヴォーカルはnaomi & goroの布施尚美)の作詞もした。この曲には三線が入っていないが、「僕が作詞作曲して梶原がギターを弾いてくれていればcoco←musikaであろう、と拡大解釈」 したとのこと。
OTTAVA主催のサロンコンサート「OTTAVA Listener's Party～Salon Paraiso」を企画している。
- Vol.1～ coco←musika Live(2015年6月7日)[87]
- Vol.2～ 純名里沙&笹子重治 Duo Live(2015年8月9日)[88]

2015年7月からほぼ毎月、同じOTTAVAのプレゼンターである林田直樹と、「直樹とゲレンの『音楽ゆんたく』」を、渋谷のミュージック・バー「国境の南」 で開催している。「ゆんたく」は沖縄方言で「おしゃべり」を意味する。林田によると「OTTAVAとしての催しではなく、ゲレンさん発案によるゲリラ的なもの」 とのこと。語る対象となる音楽は、ビートルズを起点に、クラシック音楽、ロック、現代音楽、民族音楽など多岐にわたる。これまでの開催日は下記の通り。
- Vol.1　2015年7月4日
- Vol.2　2015年8月1日
- Vol.3　2015年9月5日
- Vol.4　2015年10月10日
- Vol.5　2015年11月21日
- Vol.6　2015年12月27日※通常より1時間早く開催。
- Vol.7　2016年1月30日
- Vol.8　2016年3月12日（2016年2月はスケジュールの関係で休み）
- Vol.9　2016年4月23日
- Vol.10 2016年5月28日
- Vol.11 2016年7月23日（2016年6月はスケジュールの関係で休み）
- Vol.12 2016年8月20日
- Vol.13 2016年10月22日（2016年9月はスケジュールの関係で休み）
- Vol.14 2016年12月17日 ※通常より1時間早く開催。
- Vol.15 2017年1月28日
- Vol.16 2017年2月25日
- Vol.17 2017年4月1日（2017年3月はスケジュールの関係で休み）
- Vol.18 2017年5月13日
- Vol.19 2017年7月15日（2017年6月はスケジュールの関係で休み）
- Vol.20 2017年9月23日（2017年8月はスケジュールの関係で休み）
- Vol.21 2017年11月18日（2017年10月はスケジュールの関係で休み）
- Vol.22 2017年12月23日（2018年1月以降、未開催）

自らのブログや番組に「awamori.nom(泡盛どっと飲む)」と名づけるほどの酒好き。リスナーや他のプレゼンターにも、そのことをよくネタにされる。物静かに見えるが「飲ませると楽しい」と評される。『OTTAVA Salone』『OTTAVA Mall』『OTTAVA Aria』の「noi Good Day サプリ」 では、酒を飲む人のためのサプリメント・マリアアザミを愛用していると語る。2016年3月からは、noiでマリアアザミを購入した希望者のためにパッケージにサインをするキャンペーンが行われている。
2015年10月31日付東京新聞夕刊「ペット大好き」欄で、愛猫「ギャング」「たぬ」とともに紹介された。
『OTTAVA animato』を担当していた時期、放送が朝10時からであるにもかかわらず6時ごろにはTBSに到着していた。理由について「ラッシュアワーに電車に乗って気持ちよく選曲して心地よい空間を音楽とともにリスナーに届けるのは無理」「ストレスフルな電車に乗って来たら、豊かな選曲をお届けする気持ちになれないから」 と語っている。『OTTAVA Aria』が朝9時から放送されていた時期も、6時30分にはスタジオ入りしていた。
2016年3月23日の『PrimeSeat/OTTAVA Aria』で、リスナー有志による、彼の50歳の誕生日を祝う投稿音源 「Happy Birthday Gerhen」 が流された。
『デジタル毎日』(毎日新聞社)内『クラシックナビ』の連載「OTTAVAの顔たち」で、「アロマの時間編み出す“朝の顔”」として紹介された。
2018年12月16日、InterFMの番組「NO-FO-FON TIME」にゲスト出演。DJは関口和之。
2019年5月20日、FM Salusの番組「SALUS all in one」にゲスト出演。パーソナリティは秋本奈緒美。
2020年8月24日、タクシー・サウダージのレコーディング（秩父、Studio Joy）に、花柄シャツを着て三線で参加した。